# Nikoline Lundgreen
Nikoline Skals Lundgreen (* 7. Januar 1998 in Faaborg, Dänemark) ist eine dänische Handballspielerin, die für den dänischen Erstligisten København Håndbold aufläuft.

## Karriere

### Im Verein
Lundgreen begann das Handballspielen beim dänischen Verein Risøhøj Håndbold. In der Altersklasse U12 gewann sie im Jahr 2010 mit Risøhøj die fünische Meisterschaft. Später schloss sich die Linkshänderin GOG an. Im Jahr 2014 wechselte die Rückraumspielerin zu Viborg HK. Für die Damenmannschaft von Viborg bestritt sie ihre ersten Spiele in der höchsten dänischen Spielklasse sowie im Europapokal. Im Sommer 2018 wechselte Lundgreen zum Ligakonkurrenten Team Tvis Holstebro. Bei Holstebro musste sie die erste Saison aufgrund eines Kreuzbandrisses pausieren.
Lundgreen schloss sich zur Saison 2020/21 dem schwedischen Erstligisten Skövde HF an. In ihrer ersten Saison belegte sie mit 109 Treffern den sechsten Platz in der Torschützenliste der schwedischen Liga. In der darauffolgenden Saison steigerte sie ihre Anzahl an Toren auf 141, wodurch sie den dritten Rang in der Torschützenliste einnahm. In der Saison 2022/23 lief sie für den deutschen Bundesligisten Thüringer HC auf. Anschließend schloss sich Lundgreen dem französischen Erstligisten Saint-Amand Handball an. Seit dem Sommer 2025 steht sie beim dänischen Erstligisten København Håndbold unter Vertrag.

### In Auswahlmannschaften
Lundgreen lief für die dänische Jugend- und Juniorinnennationalmannschaft auf. Mit diesen Auswahlmannschaften gewann sie die Goldmedaille bei der U-17-Europameisterschaft 2015, die Silbermedaille bei der U-18-Weltmeisterschaft 2016 und die Silbermedaille bei der U-19-Europameisterschaft 2017.